# Margaretha Plomgren
Margaretha Plomgren, född 1719, död 1780, var en svensk grosshandlare. 
Margaretha Plomgren var dotter till handlanden Hans Biörckman (död 1744) och Anna Margaretha Geding och styvdotter till Stockholms borgmästare, Gustaf Kierman, och gifte sig 1740 med Anders Plomgren, son till linkrämaren Margaretha Le Clair, som drev handelshuset Anders & Thomas Plomgren med sin bror handelsborgmästaren Thomas Plomgren; han var även direktör i Ostindiska kompaniet. Hon blev mor till Carl Anders Plommenfelt, som adlades 1770. Familjen bodde på Huvudsta gård i Solna. 
Maken avled 1766, och 1768 återupptog Margaretha Plomgren hans burskap som grosshandlare i kompanjonskap med Fredric Lundin, som var gift med en brorsdotter till hennes makes första fru. Handelsfirman gick initialt mycket bra, och 1776 betalades 600 daler kopparmynt i bevillning. Handelshuset exporterade koppar och mässing från svenska bruk, främst Surahammars bruk och Skultuna bruk, som Plomgrenska handelshuset arrenderade från 1773. Fredric Lundin skötte bruken, men spekulerade bort både vinsten och mer än så, vilket satte firman i skuld, och 1779 infann sig konkursen. 
Margaretha Plomgren överförde Huvudsta på sin son liksom arrendet på Skultuna och Surahammar och en mängd lösöre, vilket ledde till att sonen stämdes av hennes fordringsägare. Det hela blev en skandal. Margaretha Plomgren hävdade inför rätta att hon i själva verket inte alls hade haft något att göra med affärsverksamheten utan bara varit en passiv partner till Lundin, och att hon i egenskap av kvinna dessutom saknade kunskap att förstå affärer. Detta betvivlades i rätten, som sade att de inte: ”ämnat föreställa sig, att Fru Plomgren, som ifrån yngsta åren varit i ett stort handelshus, skulle sakna kunskap”, samt att hon hade varit involverad i affärsverksamhet redan innan hennes make avlidit. Lundin, som flytt landet, dömdes till fängelse som skyldig; Margaretha Plomgren dömdes inte som medskyldig, men hennes samtliga kvarvarande egendom konfiskerades och tillföll borgenärerna; hon avled bara några månader efter domen, och kan möjligen ha begått självmord.